# ترويج المبيعات
ترويج المبيعات (بالإنجليزية: Sales promotion) هو أحد الجوانب الأربعة من المزيج الترويجي. (أما الأجزاء الثلاثة الأخرى من المزيج الترويجي هي الإعلان، البيع الشخصي، والدعاية / العلاقات العامة).
اتصالات التسويق عبر وسائل الإعلام وعبر غير وسائل الإعلام تعمل لوقت محدد سلفا لزيادة الطلب على السلع الاستهلاكية، وتحفيز الطلب في السوق أو تحسين المنتج المتوافر. ومن الأمثلة على ذلك :
- تنظيم المسابقات.
- عرض نقاط الشراء.
- عمل الخصومات (التسويق).
- حرية السفر، مثل الرحلات المجانية.

ترويج المبيعات يمكن تطبيقه سواء على العملاء، موظفي المبيعات، أو أعضاء قناة التوزيع (مثل تجار التجزئة). المبيعات الترويجية التي تستهدف المستهلك تسمى ترويج المبيعات الاستهلاكية. الحملات الترويجية التي تستهدف مبيعات التجزئة والجملة تسمى ترويج المبيعات التجارية. بعض المبيعات الترويجية ولا سيما التي تتبع منها أساليب غير عادية، وتعتبر وسيلة للتحايل من قبل العديد من الناس.

## أهميته
أولا: عوامل داخلية:
وهي مجموعة العوامل الخاصة بذات المنظمة والتي تدفعها لاستخدام هذا الاسلوب في الترويج وتتمثل في:
- يعد هذا النشاط ومن وجهة نظر الإدارة العليا في المنظمة الأكثر توقعا لهم في تحقيق تأثير مباشر وفعال في زيادة حجم المبيعات.
- يرى الكثير من العاملين في إدارة الإنتاج على أن هذة الوسيلة من أكثر الوسائل قدرة على وصف المنتج المصنع وبشكل دقيق وواضح وبخاصة إذا ماتم اعتماد اسلوب العينات في ذلك.
- مدراء الإنتاج يقعون تحت طائلة الضغط الكبير من قبل الإدارة العليا في المنظمة نحو ازدياد المبيعات الحالية، مما يدفعهم الأمر إلى استخدام هذا الأسلوب في زيادة حجم المبيعات.

ثانيا: عوامل خارجية:
وهي مجموعة العوامل المحيطة بالمنظمة والمرتبطة بالسوق تحديدا وتتمثل بالآتي:
- زيادة عدد العلامات التجارية للمنتجات المطروحة في السوق مما يتطلب إيجاد جهد ترويجي مميز لخلق التأثير المباشر على المشتري.
- لكونها الوسيلة الأكثر استخداما من قبل المنافسين، فإن المنظمة عليها أن تعتمدها أيضا لتواجههم بذات الإسلوب التنافسي.
- تشير نتائج الاستطلاعات والبحوث المتعلقة بأنشطة الترويج بأن هذا الأسلوب الترويجي هو الأكثر تجاوبا وقبولا من المستهلكين.

## اهداف ترويج المبيعات
يعتبر ترويج المبيعات نشاط تكتيكي ضمن أدوات الترويج المستخدمة من قبل إدارة التسويق وفي تنفيذ استراتيجيتها. وذلك لكون الشركة تستخدم هذا الأسلوب لتحقيق تأثير سريع في المستهلك ولأهداف قصيرة الأمد تنحصر أساساً في تشجيعه على الشراء أو في تحفيز الوسيط على إقامة علاقة مع الشركة. فضلاً عن السعي لتحقيق قيمة مضافة للسلعة أو الخدمة المقدمة للمستهلك، وهو ما يلتمسه عند تحقيق الشراء.
- اهداف تتعلق بالمستهلك: وهي مجموعة من الأهداف التي تخطط لها المنظمة وإدارة التسويق. مثل: تحفيز العملاء على إعادة الشراء وتعزيز ولائهم لعلامة الشركة.
- اهداف تتعلق بالوسطاء: ويقصد بالوسطاء هم الأطراف التي تنحصر ما بين المصنع والمستهلك وعلى اختلاف اشكالهم وانماطهم الوظيفية. ومن هذه الأهداف: بناء وتوطيد علاقة قوية مع الوسطاء لتعزيز مكانة العلامة التجارية.
- اهداف تتعلق بالقوة البيعية: وهي الأهداف المنصبة على تفعيل دور القوة البيعية العاملة في الشركة لتنفيذ البرنامج الترويجي للمنظمة، ومنها: إثارة انتباه الزبائن نحو التخفيضات التي يمكن تقديمها للزبائن عن المنتجات التي تتعامل بها مع نهاية الموسم.

## تطوير برامج ترويج المبيعات
أي نشاط يمارس من قبل المنظمة يكون بحاجة إلى تطوير لأن بقاءه على حاله في كثير من الأحيان يفقد قيمته التأثيرية والتنافسية. وعليه فإن إدارة التسويق تعتمد أساليب ووسائل مختلفة لتطوير برامجها الترويجية ومنها مايتعلق بترويج المبيعات، وفي هذا المجال يمكن أن تنصب عملية التطوير نحو التحفيز الخاص بالمستهلكين لتشجيعهم نحو التعامل مع منتجات الشركة، وعملية التحفيز هذه تأخذ الخطوات التالية :
1. يجب أن يحدد ابتداء حجم التحفيز المطلوب تحقيقه، إذ أن التحفيز القليل يحقق نجاحات معينة للبرنامج الترويجي، ولكن إذا ماكان كبير فإنه يتطلب أن يقابله تحقيق مزيد من المبيعات، وإذا لم يتحقق ذلك المستوى المطلوب من المبيعات فإنه يقلل من قيمة البرنامج الترويجي ويؤشر الخطأ في تقدير حجم العمل الذي نفذ.
2. تقدير مدراء التسويق لمستوى المشاركة التي ستحقق من الأطراف التي يتم التعامل معهم سواء كانوا مستهلكين أو وسطاء، ومدى استجابتهم لعناصر ترويج المبيعات المستخدمة معهم .
3. تحديد الفترة الزمنية التي تستغرقها عملية الترويج بشكل مناسب ودقيق. حيث أن إطالة الفترة تحمل الشركة الكثير من النفقات والتي قد لا تقابل مستوى المبيعات المتحققة، وبالعكس إذا ما كانت قصيرة فقد لا تصل إلى جمهور كان من المحتمل أن يتعامل مع منتجات الشركة.
4. الاختيار الدقيق لأسلوب التوزيع المعتمد في الترويج للمبيعات، لأن كل وسيلة وأسلوب معتمد تترتب عليه كلف معينة وتأثير محدد من الأطراف المستهدفة.
5. تقدير الفترة الزمنية المناسبة لتنفيذ البرنامج الترويجي، فعلى سبيل المثال استخدم فكرة التقويم السنوي Calendar وتوزيعها على أطراف مختلفة وتحمل اسم الشركة ومعلومات مضافة عنها سوف يتم استخدامها من تلك الأطراف لمدة سنة تقريباً وهذا ما يؤشر مدى الأهمية التأثيرية لهذا النوع من الترويج بمداه الزمني.
6. يجب تقدير الميزانية المناسبة لتكاليف الترويج للمبيعات وبما لا يؤدي إلى القصور في تنفيذ البرنامج الترويجي، أو بالعكس عندما يكون هنالك تبديد في الأموال المرصدة لها.